# Турятка
Туря́тка (укр. Турятка) — село в Тарашанской сельской общине Черновицкого района Черновицкой области Украины.
До 2020 года входило в Глыбокский район
Население по переписи 2001 года составляло 1908 человек. Почтовый индекс — 60433. Телефонный код — 3734. Код КОАТУУ — 7321087401.